# Svjetsko prvenstvo u rukometu – SR Njemačka 1961.
Svjetsko prvenstvo u rukometu 1961. godine održano je u SR Njemačkoj od 1. do 12. ožujka. 
Svjetskim prvacima su postali Rumunji koji su u finalu bili bolji od izabrane vrste Čehoslovačke.

## Prva faza natjecanja

### Grupa A
- Švedska 15:11  Norveška
- Norveška 18:17  SFR Jugoslavija
- Švedska 14:12  SFR Jugoslavija

1. Švedska 4
2. Norveška 2
3. SFR Jugoslavija 0

### Grupa B
- SR Njemačka 33:7  Nizozemska
- Francuska 21:11  Nizozemska
- SR Njemačka 21:7  Francuska

1. SR Njemačka 4
2. Francuska 2
3. Nizozemska 0

### Grupa C
- Čehoslovačka 38:10  Japan
- SR Rumunjska 29:11  Japan
- Čehoslovačka 12:8  SR Rumunjska

1. Čehoslovačka 4
2. SR Rumunjska 2
3. Japan 0

### Grupa D
- Danska 24:13  Island
- Island 14:12  Švicarska
- Danska -  Švicarska 18:13

1. Danska 4
2. Island 2
3. Švicarska 0

## Druga faza natjecanja

### Grupa 1
- Švedska 15:11  Francuska
- Čehoslovačka 15:15 Island
- Švedska 18:10 Island
- Čehoslovačka 15:10  Švedska
- Island 20:13  Francuska

1. Čehoslovačka 5
2. Švedska 4
3. Island 3
4. Francuska 0

### Grupa 2
- SR Njemačka 15:8
- SR Rumunjska 15:13  Danska
- Danska 10:9  Norveška
- SR Njemačka 15:13  Danska
- SR Rumunjska 16:14  Norveška

1. SR Rumunjska 6
2. SR Njemačka 4
3. Danska 2
4. Norveška 0

## Finalne utakmice
- Za 7. mjesto
  -  Norveška 13:12  Francuska (poslije produžetaka)
- Za 5. mjesto
  -  Danska - Island 14:13
- Za 3. mjesto
  -  Švedska -  SR Njemačka 17:14
- Finale
  -  SR Rumunjska 9:8  Čehoslovačka (poslije 2 produžetka)

## Konačni poredak
1. SR Rumunjska
2. Čehoslovačka
3. Švedska
4. SR Njemačka
5. Danska
6. Island
7. Norveška
8. Francuska

## Vanjske poveznice
- Statistika IHF-a  Arhivirana inačica izvorne stranice od 15. kolovoza 2012. (Wayback Machine)